# Ganjarasri
Ganjarasri is een bestuurslaag in het regentschap Metro van de provincie Lampung, Indonesië. Ganjarasri telt 8277 inwoners (volkstelling 2010).